# Monica Bedi
Monica Bedi (sinh 18 tháng 1 năm 1975, Hoshiarpur, Punjab) là diễn viên truyền hình Ấn Độ. Cô bắt đầu tham gia nghệ thuật từ thập niên 90. Cô được khán giả Việt biết đến bởi vai diễn Gumann Laxminandan Vyas trong Saraswatichandra (phim truyền hình) năm 2013-2014.